# Louis-Nicolas Robert

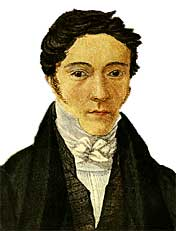
Louis-Nicolas Robert

Louis-Nicolas Robert (Parijs, 2 december 1761 - Vernouillet, 8 augustus 1828) was een Frans militair, ingenieur en uitvinder. Hij geldt als de uitvinder van de Fourdriniermachine.

## Biografische schets
Na zijn diensttijd bij het Franse leger begon hij zijn loopbaan bij de drukker Pierre-Francois Didot. Daarna werkte hij bij diens zoon Saint Legér Didot, die een papiermolen bezat. Robert deed daar voornamelijk de boekhouding, maar werkte tevens aan zijn idee om een papiermachine te maken. Robert ontwikkelde in 1798 de eerste langzeefpapiermachine en liet deze uitvinding op 18 januari 1799 patenteren. De machine was het prototype van wat later de Fourdriniermachine zou heten. Deze machine betekende een revolutie voor de productie van papier, met name door de enorme productiestijging.

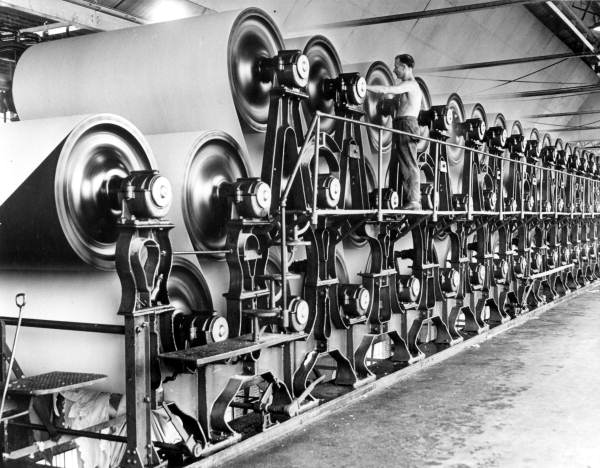
Voorbeeld van een langzeefpapiermachine